# Muğla (stad)
Muğla is de hoofdplaats van het Turkse district Muğla en de hoofdstad van de Turkse provincie Muğla en telt 967.487 inwoners.

## Verkeer en vervoer

### Wegen
Muğla ligt aan de nationale wegen D330 en D550.

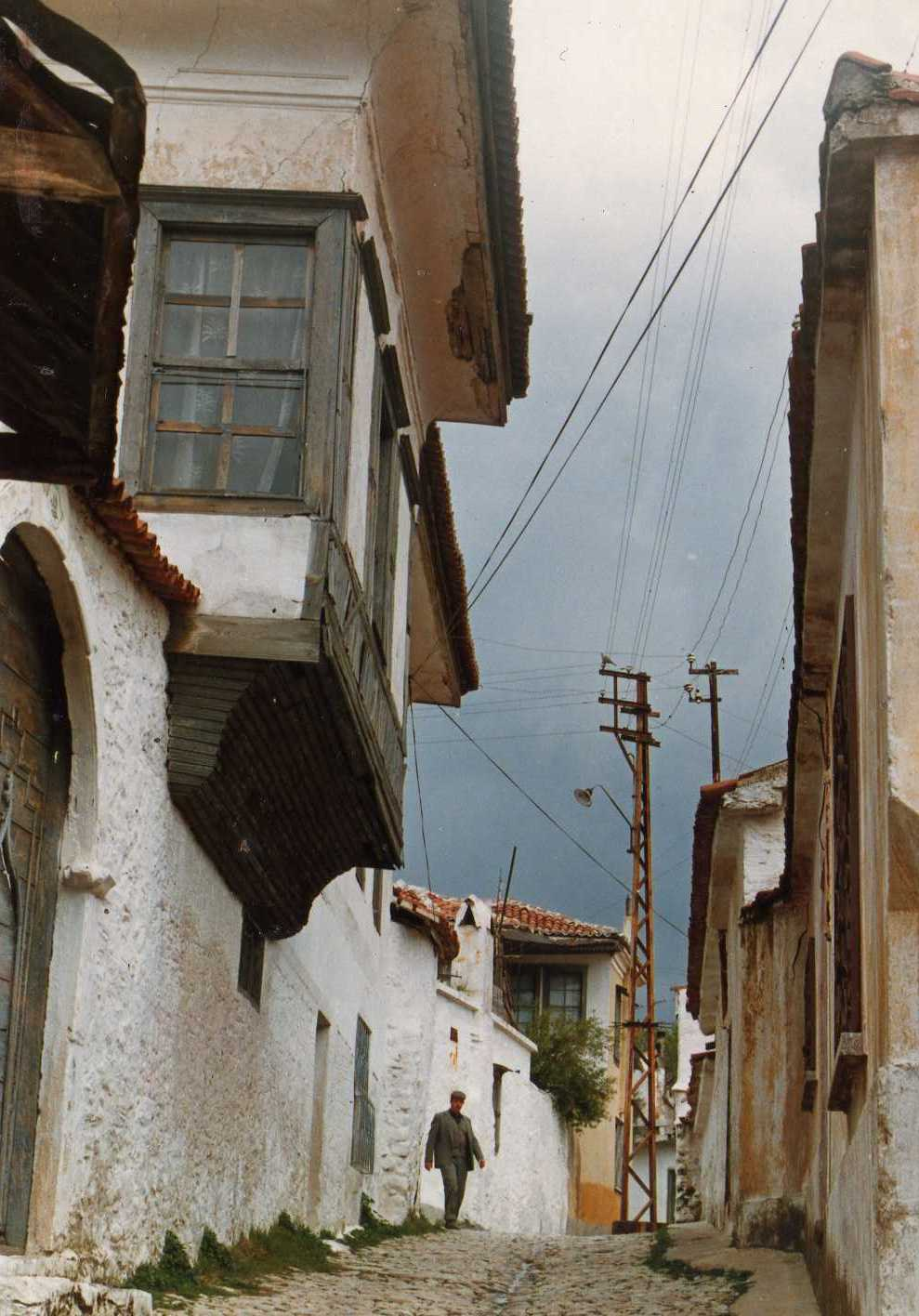
Oude straat in Muğla

## Geboren
- Selda Bağcan (1947), singer-songwriter
- Salih Uçan (1994), voetballer